# Palácio dos Duques de Cadaval (Évora)

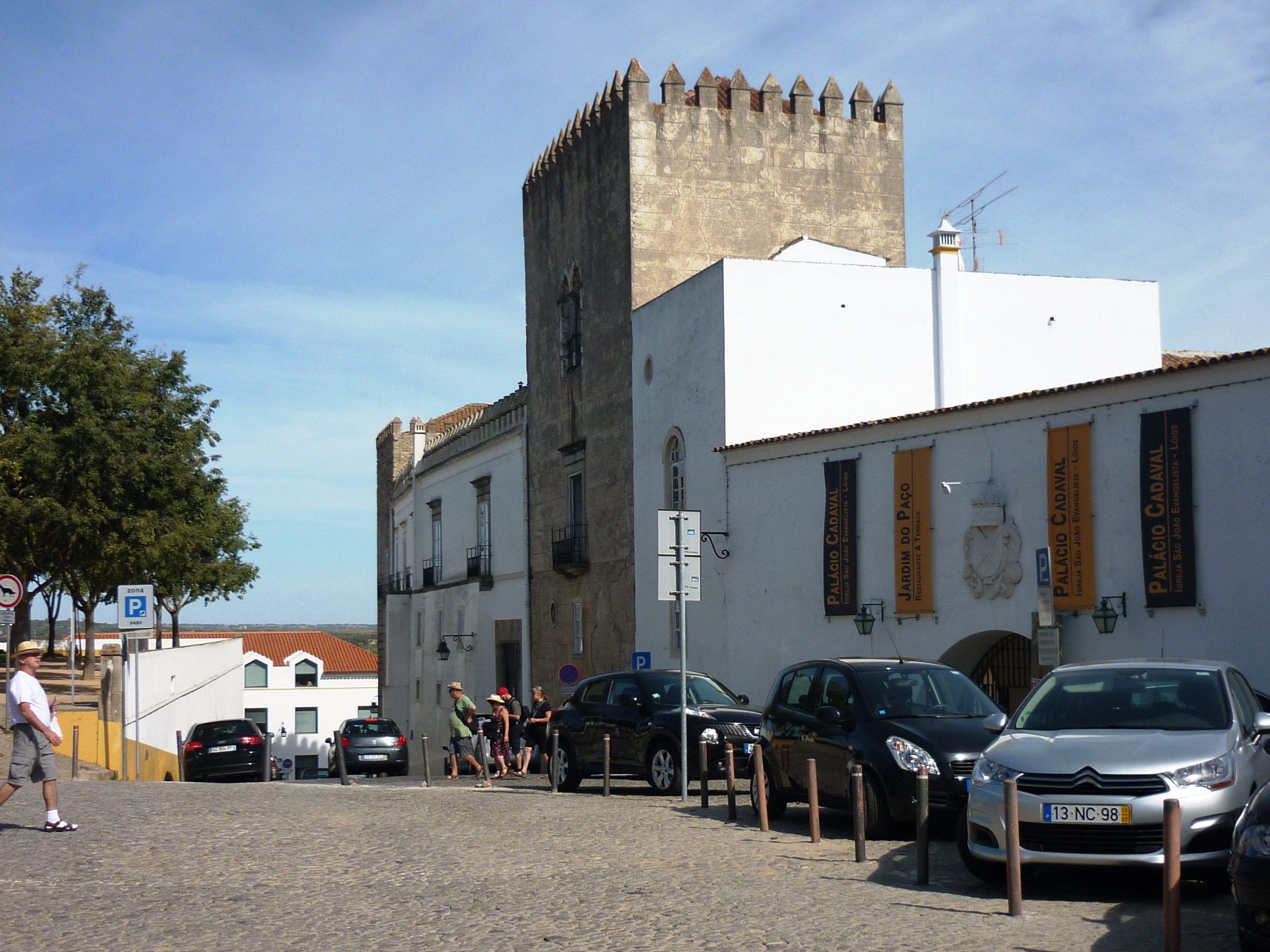
Palácio dos Duques de Cadaval, Évora, Portugal.

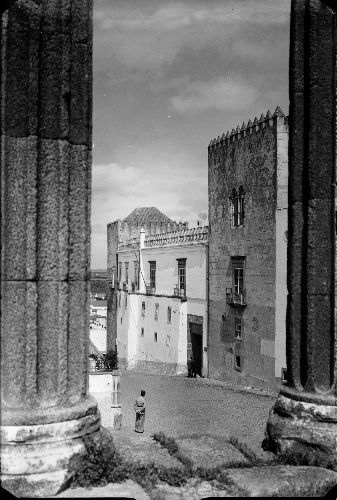
Palácio dos Duques de Cadaval visto do Templo Romano.

O Palácio dos Duques de Cadaval, Paço dos Duques de Cadaval ou Palácio da Torre das Cinco Quinas, como também é designado, é um palácio situado na acrópole de Évora, em Portugal.
Este palácio, pertencente desde a sua fundação à Casa Cadaval, é constituído pela casa senhorial e pela Igreja dos Lóios, apresentando uma admirável combinação dos estilos mudéjar, gótico e manuelino. O Palácio tem incorporada uma Torre pentagonal (medieval), a Torre das Cinco Quinas, que está classificada como Monumento Nacional desde 1920.
Foi neste Palácio, no dia 29 de Maio de 1483, que Fernando II, Duque de Bragança foi preso e arrastado para a morte a mando de D. João II de Portugal.

## História

### A família

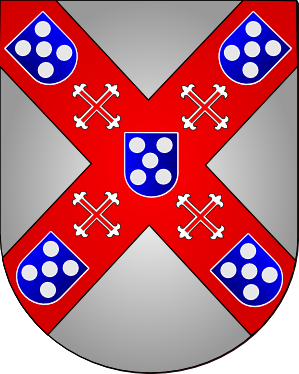
Armas dos Duques de Cadaval

Os Duques de Cadaval constituem uma ramificação da Casa de Bragança, a mais poderosa de Portugal e da qual saiu a Quarta Dinastia.
O Ducado do Cadaval foi criado no dia 26 de Abril de 1648, dia do nascimento do infante Dom Pedro, futuro Dom Pedro II, rei de Portugal,  pelo rei Dom João IV. O título foi criado a favor de D. Nuno Álvares Pereira de Melo (1638-1727), filho de D. Francisco de Melo, um dos sustentáculos da Restauração da Independência de 1640, de quem herdaria os títulos de Conde de Tentúgal e Marquês de Ferreira. A fusão destas Casas tornou Dom Nuno um dos mais poderosos nobres do reino, para o que muito contribuiu a luta desta família pela causa da Independência, tanto durante a crise de sucessão de 1580, como na  Restauração da Independência em 1640.
Entre os privilégios da Casa de Cadaval, contava-se a autoridade senhorial de poder nomear ou confirmar as vereações municipais, podendo nomear os ouvidores, escrivães, inquiridores, contadores e outros cargos nas terras sob sua jurisdição. 
É actual representante Diana Álvares Pereira de Melo, representação confirmada por Duarte Pio de Bragança como conclusão do chamado "Caso Cadaval", uma crise sucessória criada pelo falecimento, em 2001, de Jaime Álvares Pereira de Melo, anterior representante do título.

### O palácio
O primitivo palácio surgiu, no século XIV, junto à Torre de Évora, onde o Fidalgo Martim Afonso de Mello, servidor do Mestre de Avis e descendente da Coroa portuguesa, mandou erguer o Palácio da Torre das Cinco Quinas, nome pelo qual também é conhecido. A construção desse palácio assentou, em parte, sobre as muralhas romano-visigodas do antigo Castelo de Évora, incorporando vestígios de ambos na sua estrutura, visíveis através dos contornos militares fortificados do edifício, bem como da imponente torre da fachada principal, vestígio do castelo. Nas traseiras do Palácio, pode admirar-se a extraordinária Torre das Cinco Quinas, a famosa torre pentagonal que lhe deu o nome.
Além dos amplos jardins exteriores e das inúmeras salas e salões que constituem o edifício, este acolhe ainda as Salas de exposição da Casa Cadaval, onde está depositada uma colecção de códices iluminados, esculturas, pinturas e armaria, com peças datadas entre o século XV e o século XVIII.
Nesse palácio residiram temporariamente vários monarcas portugueses, nomeadamente Dom João II, Dom João IV e Dom João V. Também neste palácio esteve prisioneiro Dom Fernando II, 3º Duque de Bragança, acusado de conspiração contra o rei Dom João II e decapitado na Praça do Giraldo, a praça principal da capital alentejana, em 1483.
No início da década de 1990, o palácio passou por uma campanha de restauro promovida por Dª. Claudine Marguerite Marianne Tritz, então Duquesa de Cadaval, esposa do 10º Duque de Cadaval e mãe da actual duquesa.

## Actualidade
Actualmente o palácio, que associa um carácter turístico, conferido pela contígua Igreja dos Lóios (ou Igreja de S. João Evangelista), ao seu valor histórico e arquitectónico, tem sido palco de várias manifestações culturais. Dentre estas, destaca-se o "Festival Évora Clássica", um festival anual de música promovido, desde 1994, por iniciativa da própria Dª. Claudine. Este festival, inicialmente dedicado a concertos de música ocidental, tem-se alargado, ano após ano, a estilos musicais de todo o mundo.
Numa parte do jardim está aberto ao público, desde meados da década de 1990, um agradável restaurante com esplanada, o qual leva o nome de Jardim do Paço.
No dia 21 de Junho de 2008, o palácio acolheu uma recepção para cerca de 400 convidados por ocasião do matrimónio de Sua Exa. Diana Álvares Pereira de Melo, 11º Duquesa de Cadaval, com S.A.R. Charles Phillipe d'Orleães, Príncipe d'Órleães e Duque d'Anjou, celebrado nesse mesmo dia, na Catedral de Évora, pelo Arcebispo Emérito de Évora D. Maurílio Jorge Quintal de Gouveia.